# باول إدواردز (أستاذ جامعي)
باول إدواردز (بالإنجليزية: Paul Edwards)‏ هو فيلسوف أمريكي، ولد في 2 سبتمبر 1923 في فيينا في النمسا، وتوفي في 9 ديسمبر 2004 في نيويورك في الولايات المتحدة.